# ميخائيل بيرسفورد
ميخائيل بيرسفورد (بالإنجليزية: Michael Beresford) هو مجدف بريطاني، ولد في 23 مارس 1934 في لندن في المملكة المتحدة.

## وصلات خارجية
- ميخائيل بيرسفورد على موقع الاتحاد الدولي للتجديف (الإنجليزية)
- ميخائيل بيرسفورد على موقع أوليمبيديا (الإنجليزية)